# 9044 Kaoru
A 9044 Kaoru (ideiglenes jelöléssel 1991 KA) a Naprendszer kisbolygóövében található aszteroida. Satoru Otomo és Osamu Muramatsu fedezte fel 1991. május 18-án.